# Illán (Begonte)
Illán (llamada oficialmente Santiago de Illán) es una parroquia española del municipio de Begonte, en la provincia de Lugo, Galicia.

## Organización territorial
La parroquia está formada por diez entidades de población, constando siete de ellas en el nomenclátor del Instituto Nacional de Estadística español:
- Aldea (A Aldea)
- Barreiro
- Currillo
- Fontela
- Illán de Abaixo
- Illán de Arriba
- Lamas
- O Canavello
- Riocaldo
- Torre (A Torre)

## Demografía
| Gráfica de evolución demográfica de Illán entre 2000 y 2019 |
|                                                             |
| Datos según el nomenclátor publicado por el INE.            |